# ماثيو سميث (لاعب كرة قدم)
ماثيو سميث (بالإنجليزية: Matthew Smith)‏ (22 نوفمبر 1999 في المملكة المتحدة - ) هو لاعب كرة قدم بريطاني في مركز الوسط. لعب مع تفينتي أنشخيدة.

## وصلات خارجية
- ماثيو سميث على موقع الاتحاد الدولي (مؤرشف)  (الإنجليزية)
- ماثيو سميث على موقع الاتحاد الأوربي (الإنجليزية)
- ماثيو سميث على موقع قاعدة بيانات كرة القدم.إي يو (الإنجليزية)
- ماثيو سميث على موقع ناشيونال فوتبول تيمز (الإنجليزية)
- ماثيو سميث على موقع Soccerbase.com (لاعب) (الإنجليزية)
- ماثيو سميث على موقع Soccerway.com (الإنجليزية)
- ماثيو سميث على موقع عالم كرة القدم.نت (الإنجليزية)